# Mai 2005 en sport
Cette page concerne l'actualité sportive du mois de mai 2005.

## Dimanche1ermai
- Hockey sur glace, Championnat du monde en Autriche :
  - USA 7-0 Slovénie;
  - Suisse 1-3 République tchèque;
  - Ukraine 2-3 Suède;
  - Allemagne 1-2 Kazakhstan.

- Vitesse moto, Grand Prix de Chine : l'Italien Valentino Rossi (Yamaha) remporte le GP de Chine dans la catégorie reine, Moto GP, devant le Français Olivier Jacque et l'Italien Marco Melandri. Valentino Rossi accentue son avance au classement du championnat du monde. L'Australien Casey Stoner (250 cm3) et l'Italien Mattia Pasini (125 cm3) remportent leur catégorie sur Aprilia.

- Rallye, Rallye de Sardaigne comptant pour le Championnat du monde 2005 : le Français Sébastien Loeb remporte le Rallye de Sardaigne. Loeb reprend la tête du classement du championnat.

- Cyclisme, Tour de Romandie du ProTour 2005 : le Colombien Santiago Botero remporte l'édition 2005 du Tour de Romandie devant l'Australien Bradley McGee et l'Italien Damiano Cunego.

## Lundi2 mai
- Football : Pierre Blayau est nommé par Canal+ président-délégué du Paris Saint-Germain en remplacement de Francis Graille.

- Hockey sur glace, Championnat du monde en Autriche :
  - Slovaquie 3-3 Russie;
  - Biélorussie 5-0 Autriche;
  - Finlande 4-1 Ukraine;
  - Suède 7-0 Danemark .

## Mardi3 mai
- Football, demi-finale retour de la Ligue des champions : Liverpool FC 1-0 Chelsea FC. Liverpool se qualifie pour sa première finale européenne depuis 1985.

- Hockey sur glace, Championnat du monde en Autriche :
  - Canada 8-0 Slovénie;
  - USA 3-1 Lettonie;
  - Kazakhstan 1-2 Suisse;
  - République tchèque 2-0 Allemagne.

## Mercredi4 mai
- Football, demi-finale retour de la ligue des champions :
  - PSV Eindhoven 3-1 Milan AC. Au forceps, le Milan accède à la finale.

- Hockey sur glace, Championnat du monde en Autriche :
  - Russie 2-0 Biélorussie;
  - Danemark 1-2 Ukraine;
  - Autriche 1-8 Slovaquie;
  - Suède 5-1 Finlande.

## Jeudi5 mai
- Football, demi-finales retour de la Coupe UEFA :
  - CSKA Moscou 3-0 Parme AC;
  - AZ Alkmaar 3-2 Sporting Clube de Portugal.

- Hockey sur glace, Championnat du monde en Autriche :
  - Slovénie 1-3 Lettonie;
  - République tchèque 1-0 Kazakhstan;
  - Canada 3-1 USA;
  - Allemagne 1-5 Suisse.

- Formule 1 : l'écurie British American Racing est sanctionnée par la FIA. La troisième place obtenue lors du dernier Grand Prix est annulée ; l'écurie ne pourra pas s'aligner au départ des deux prochains Grand Prix.

## Vendredi6 mai
- Basket-ball, demi-finales de l'Euroligue : le Maccabi Tel-Aviv bat Panathinaïkos par 91-82 ; Tau Vitoria créé la sensation en éliminant le CSKA Moscou par 85-78.

- Hockey sur glace, Championnat du monde en Autriche :
  - Russie 3-3 Suisse;
  - États-Unis 4-4 Finlande;
  - Allemagne 2-2 Autriche;
  - Slovénie 4-3 Danemark.

## Samedi7 mai
- Handball : le FC Barcelone remporte la Ligue des champions devant le BM Ciudad Real en gagnant le match retour par 29-27, le match aller ayant été gagné par Ciudad Real par 28-27.

- Hockey sur glace, Championnat du monde en Autriche :
  - Biélorussie 2-0 Kazakhstan;
  - Slovaquie 1-5 République tchèque;
  - Lettonie 3-0 Ukraine;
  - Canada 3-4 Suède.

- Cyclisme, Tour d'Italie du ProTour 2005 : l'Australien Brett Lancaster remporte le court prologue nocturne du Giro (1,15 km) et endosse le maillot rose de leader du classement général.

## Dimanche8 mai
- Football, championnat de France de ligue 1 : à trois journées de la fin du championnat, l'Olympique lyonnais est sacré champion de France.

- Basket-ball : le Maccabi Tel-Aviv remporte l'Euroligue de basket-ball en battant le Tau Vitoria par 90-78 lors du Final-Four de Moscou.

- Hockey sur glace, Championnat du monde en Autriche :
  - Slovaquie 3-1 Suisse;
  - Canada 3-3 Finlande;
  - République tchèque 1-2 Russie;
  - Suède 1-5 USA.

- Compétition automobile, Grand Prix d'Espagne de Formule 1 : le Finlandais Kimi Räikkönen remporte le Grand Prix devant l'Espagnol Fernando Alonso.

- Cyclisme, Tour d'Italie du ProTour 2005 : l'Italien Paolo Bettini remporte la première étape du Giro et endosse le maillot rose de leader du classement général.

## Lundi9 mai
- Hockey sur glace, Championnat du monde en Autriche :
  - Russie 3-1 Kazakhstan;
  - Suisse 2-0 Biélorussie;
  - Finlande 0-0 Lettonie;
  - Ukraine 1-1 USA.

- Cyclisme, Tour d'Italie du ProTour 2005 : l'Australien Robbie McEwen remporte la deuxième étape du Giro et endosse le maillot rose de leader du classement général.

## Mardi10 mai
- Hockey sur glace, Championnat du monde en Autriche :
  - Kazakhstan 1-3 Slovaquie;
  - République tchèque 5-1 Biélorussie;
  - Ukraine 1-2 Canada;
  - Suède 9-1 Lettonie.

- Football, demi-finale de la coupe de France : fin de l'aventure pour les Crocodiles nîmois qui chutent à Auxerre (2-1).

- Cyclisme, Tour d'Italie du ProTour 2005 : l'Italien Danilo Di Luca remporte la troisième étape du Giro ; son compatriote Paolo Bettini récupère le maillot rose de leader du classement général.

## Mercredi11 mai
- Football, demi-finale de la Coupe de France : victoire de Sedan (Ligue 2) 1-0 sur le terrain de l'AS Monaco (Ligue 1). La finale de la Coupe opposera Sedan à Auxerre.

- Cyclisme, Tour d'Italie du ProTour 2005 : l'Italien Luca Mazzanti remporte la quatrième étape du Giro après le déclassement de Paolo Bettini ; malgré ce déclassement en raison d'un sprint irrégulier, Bettini conserve le maillot rose de leader du classement général.

## Jeudi12 mai
- Hockey sur glace, quarts de finale du Championnat du monde en Autriche :
  - Canada 5-4 Slovaquie;
  - République tchèque 2-2 USA (les Tchèques qualifiés aux penalties : 1-0);
  - Russie 2-2 Finlande (les Russes qualifiés aux penalties : 1-0);
  - Suède 2-1 Suisse.

- Cyclisme, Tour d'Italie du ProTour 2005 : l'Italien Damiano Cunego remporte la cinquième étape du Giro et endosse le maillot rose de leader du classement général.

## Vendredi13 mai
- Cyclisme, Tour d'Italie du ProTour 2005 : l'Australien Robbie McEwen remporte la sixième étape du Giro ; l'Italien Paolo Bettini endosse à nouveau le maillot rose de leader du classement général en grapillant des secondes à Damiano Cunego sur les sprints intermédiaires. À noter la chute d'Alessandro Petacchi à 4 km de la ligne d'arrivée.

## Samedi14 mai
- Hockey sur glace, demi-finales Championnat du monde en Autriche :
  - Suède 2-3 République tchèque;
  - Russie 3-4 Canada.

- Cyclisme, Tour d'Italie du ProTour 2005 : l'Espagnol Koldo Gil remporte la septième étape du Giro ; l'Italien Danilo Di Luca endosse le maillot rose de leader du classement général.

- Football, Championnat d'Espagne : le FC Barcelone est champion pour la dix-septième fois.

- Rugby à XV, Championnat d'Angleterre : London Wasps est champion d'Angleterre pour la troisième fois consécutive à la suite de sa victoire en finale face aux Leicester Tigers (39-14).

## Dimanche15 mai
- Hockey sur glace, Championnat du monde en Autriche :
  - finale : Canada 0-3 République tchèque;
  - finale 3e place : Russie 6-3 Suède.

- Cyclisme, Tour d'Italie du ProTour 2005 : l'Américain David Zabriskie remporte la huitième étape du Giro ; l'Italien Danilo Di Luca conserve le maillot rose de leader du classement général avec 9 secondes d'avance sur Ivan Basso, 2e sur l'étape contre la montre[n 1].

- Sport automobile, Rallye de Chypre comptant pour le Championnat du monde 2005  : le Français Sébastien Loeb remporte le rallye de Chypre et reprend la tête du classement général du championnat.

- Compétition motocycliste, Grand Prix de France des Championnats du monde de vitesse : l'Italien Valentino Rossi gagne la course de Moto GP devant l'Espagnol Sete Gibernau. Rossi consolide sa première place au championnat. En 250 cm3, la victoire s'est jouée à l'arraché entre l'Espagnol Daniel Pedrosa, finalement vainqueur, et le Français Randy De Puniet, deuxième. En 125 cm3, le Suisse Thomas Luthi s'impose.

- Beach soccer : emmenée par Éric Cantona, la France est sacrée championne de monde de beach soccer en s'imposant en finale face au Portugal sur la plage brésilienne de Copacabana. Les favoris brésiliens doivent se contenter d'une troisième place.

- Football : le FC Bruges est sacré champion de Belgique.

## Lundi16 mai
- Cyclisme, Tour d'Italie du ProTour 2005 : l'Italien Alessandro Petacchi remporte la neuvième étape du Giro ; l'Italien Danilo Di Luca conserve le maillot rose de leader du classement général.

## Mardi17 mai
- Basket-ball, Championnat de France féminin : l'USVO Valenciennes est sacré pour cinquième fois consécutive champion de France après une dernière victoire en finale face au CMJ Bourges (59-55, trois victoires à rien).

## Mercredi18 mai
- Football, finale de la Coupe UEFA : CSKA Moscou 3-1 Sporting de Lisbonne.

- Cyclisme, Tour d'Italie du ProTour 2005 : l'Australien Robbie McEwen remporte la dixième étape du Giro ; l'Italien Danilo Di Luca conserve le maillot rose de leader du classement général.

## Jeudi19 mai
- Cyclisme, Tour d'Italie du ProTour 2005 : l'Italien Paolo Savoldelli remporte la onzième étape du Giro ; l'Italien Ivan Basso qui fut le grand homme de cette étape, s'empare le maillot rose de leader du classement général.

## Vendredi20 mai
- Cyclisme, Tour d'Italie du ProTour 2005 : l'Italien Alessandro Petacchi remporte la douzième étape du Giro ; l'Italien Ivan Basso conserve le maillot rose de leader du classement général.

- Football, Championnat d'Italie : sans jouer, la Juventus est sacrée championne d'Italie pour la vingt-huitième fois. Milan AC s'est en effet contenté d'un match nul face à Palerme, 3-3, rendant désormais mathématiquement impossible tout retour du Milan sur la Juve au classement.

## Samedi21 mai
- Cyclisme, Tour d'Italie du ProTour 2005 : le Colombien Iván Parra remporte la treizième étape du Giro ; l'Italien Paolo Savoldelli s'empare le maillot rose de leader du classement général.

- Football, Finale de la FA Cup : Arsenal FC remporte la FA Cup face à Manchester United après une finale sans but conclue par une séance de tirs au but.

- Rugby à XV :
  - finale du Challenge européen : Sale Sharks (Angleterre) s'impose face à la Section paloise (France), 27-3.
  - finale du Bouclier européen : FC Auch (France) s'impose sur Worcester Rugby (Angleterre), 23-10.

## Dimanche22 mai
- Compétition automobile, Grand Prix de Monaco de Formule 1 : le Finlandais Kimi Räikkönen remporte le Grand Prix devant l'Allemand Nick Heidfeld.

- Rugby à XV : le Stade toulousain remporte sa troisième Coupe d'Europe de rugby en battant le Stade français Paris en finale à Édimbourg par 18 à 12 après prolongations.

- Cyclisme, Tour d'Italie du ProTour 2005 : le Colombien Iván Parra signe une seconde victoire d'étape consécutive et remportant la quatorzième étape du Giro ; l'Italien Paolo Savoldelli conserve le maillot rose de leader du classement général.

- Football : 
  - Benfica Lisbonne est sacré champion du Portugal.
  - Rangers FC est sacré champion d'Écosse.

## Lundi23 mai
- Tennis, premier tour du Tournoi de Roland-Garros :
  - (tableau masculin) : élimination de la tête de série N°17 (Dominik Hrbatý) par le Serbe Janko Tipsarević;
  - (tableau féminin) : élimination des têtes de série N°25 (Dinara Safina) par la française Virginie Razzano et N°5 (Anastasia Myskina, tenante du titre) par l'Espagnole María Sánchez.

- Cyclisme, Tour d'Italie du ProTour 2005 : l'Italien Alessandro Petacchi remporte la 15e étape du Giro ; son compatriote Paolo Savoldelli conserve le maillot rose de leader du classement général.

## Mardi24 mai
- Tennis, premier tour du tournoi de Roland-Garros :
  - tableau masculin : élimination des têtes de série N°6 (Andre Agassi) par le Finlandais Jarkko Nieminen, N°13 (Ivan Ljubičić) par l'Argentin Mariano Puerta, N°22 (Nicolás Massú) par le Suisse Stanislas Wawrinka et N°24 (Feliciano López) par le Français Paul-Henri Mathieu.
  - tableau féminin : élimination des têtes de série N°15 (Jelena Jankovic) par l'Israélienne Anna Smashnova et N°28 (Marion Bartoli) par l'Israélienne Shahar Peer.

## Mercredi25 mai
- Tennis, deuxième tour du tournoi de Roland-Garros :
  - tableau masculin : élimination des têtes de série N°7 (Tim Henman) par le Péruvien Luis Horna, N°26 (Jiří Novák) par l'Espagnol Félix Mantilla et N°31 (Juan Ignacio Chela) par le Roumain Victor Hănescu.
  - tableau féminin) : élimination des têtes de série N°19 (Shinobu Asagoe) par la Bulgare Sesil Karatantcheva, N°27 (Amy Frazier) par la Française Émilie Loit, et N°31 (Karolina Šprem) par la Japonaise Akiko Morigami.

- Cyclisme, Tour d'Italie du ProTour 2005 : le Français Christophe Le Mével remporte la 16e étape du Giro ; l'Italien Paolo Savoldelli conserve le maillot rose de leader du classement général.

- Football, finale de la ligue des champions : Liverpool FC 3-3 (tab:3-2) Milan AC.

## Jeudi26 mai
- Tennis, deuxième tour du tournoi de Roland-Garros :
  - tableau masculin : élimination des têtes de série N°19 (Thomas Johansson) par l'Espagnol David Sánchez, et N°2 (Andy Roddick) par l'Argentin José Acasuso.
  - tableau féminin : élimination de la tête de série N°24 (Magdalena Maleeva) par l'Espagnole Anabel Medina Garrigues.

- Cyclisme, Tour d'Italie du ProTour 2005 : l'Italien Ivan Basso remporte la 17e étape du Giro ; son compatriote Paolo Savoldelli conserve le maillot rose de leader du classement général.

## Vendredi27 mai
- Tennis, troisième tour du tournoi de Roland-Garros :
  - tableau masculin : qualification de Roger Federer, Carlos Moyà, Victor Hănescu, Rafael Nadal, Sébastien Grosjean, David Ferrer et Gastón Gaudio pour les huitièmes de finale. À noter l'élimination de Richard Gasquet par Rafael Nadal. Ce dernier affrontera Grosjean dimanche.
  - tableau féminin : qualification de Lindsay Davenport, Kim Clijsters, Mary Pierce, Patty Schnyder, Elena Dementieva, Elena Likhovtseva et Sesil Karatantcheva pour les huitièmes de finale. À noter l'élimination de l'Américaine Venus Williams par la jeune (15 ans) Sesil Karantantcheva.

- Cyclisme, Tour d'Italie du ProTour 2005 : l'Italien Ivan Basso remporte la dix-huitième étape du Giro disputée contre la montre ; son compatriote Paolo Savoldelli conserve le maillot rose de leader du classement général.

## Samedi28 mai
- Rugby à XV : les Canterbury Crusaders remportent le Super 12 en battant les New South Waratahs par à 35 - 25.

- Tennis, troisième tour du Tournoi de Roland-Garros :
  - tableau masculin : qualification de José Acasuso, Mariano Puerta, Marat Safin, Tommy Robredo, Nikolay Davydenko, Guillermo Coria et David Nalbandian pour les huitièmes de finale. Deux matches ont été arrêtés par la nuit : Igor Andreev - Nicolas Kiefer et Paul-Henri Mathieu - Guillermo Cañas.
  - tableau féminin : qualification d'Emmanuelle Gagliardi, Nadia Petrova, Elena Bovina, Francesca Schiavone, Ana Ivanović, Svetlana Kuznetsova, Justine Henin-Hardenne, Nuria Llagostera Vives et Maria Charapova pour les huitièmes de finale. À noter l'élimination de la Française Amélie Mauresmo par la jeune serbe Ana Ivanović.

- Cyclisme, Tour d'Italie du ProTour 2005 : le Vénézuélien José Rujano remporte la dix-neuvième étape du Giro ; Gilberto Simoni finit deuxième mais son compatriote Paolo Savoldelli conserve le maillot rose de leader du classement général pour 28 secondes.

- Football :
  - finale de la Coupe d'Écosse : le Celtic FC remporte la Coupe en s'imposant en finale face à Dundee United FC, 1-0;
  - finale de la Coupe d'Allemagne : le Bayern Munich remporte la Coupe en s'imposant en finale face à Schalke 04;
  - finale de la Coupe de Belgique : le Germinal Beerschot remporte la Coupe en s'imposant 2-1 en finale face au FC Bruges.

## Dimanche29 mai
- Sport automobile : 
  - Grand Prix d'Europe de Formule 1 : Kimi Räikkönen (McLaren-Mercedes) en tête dans le dernier tour est contraint à l'abandon à la suite d'une rupture de sa suspension. Fernando Alonso (Renault) profite de l'aubaine pour enlever une nouvelle victoire, renforçant ainsi sa position en tête du classement général du championnat du monde.
  - Indianapolis 500 : le Britannique Dan Wheldon (Dallara Automobili/Honda) remporte la 89e édition de l'Indy 500.

- Tennis, Tournoi de Roland-Garros :
  - troisième tour du tableau masculin : qualification de Nicolas Kiefer et Guillermo Cañas en huitièmes de finale;
  - quatrième tour du tableau masculin : qualification de Roger Federer et Victor Hănescu en quarts de finale;
  - quatrième tour du tableau féminin : qualification de Lindsay Davenport, Mary Pierce, Elena Likhovtseva, Sesil Karatantcheva et Nadia Petrova en quarts de finale.

- Cyclisme, Tour d'Italie du ProTour 2005 : l'Italien Alessandro Petacchi remporte la vingtième et dernière étape du Giro ; son compatriote Paolo Savoldelli remporte le classement général final devant Gilberto Simoni à 28 secondes et le jeune Vénézuélien José Rujano.

- Football finale de la coupe du Portugal : le Vitória Setubal remporte la Coupe en s'imposant en finale face à Benfica Lisbonne, 2-1.

## Lundi30 mai
- Tennis, Tournoi de Roland-Garros :
  - quatrième tour du tableau masculin : qualification de Rafael Nadal, David Ferrer, Nikolay Davydenko, Tommy Robredo, Guillermo Cañas et Mariano Puerta en quarts de finale;
  - quatrième tour du tableau féminin : qualification de Ana Ivanović, Justine Henin-Hardenne et Maria Charapova en quarts de finale.

## Mardi31 mai
- Tennis, Tournoi de Roland-Garros :
  - quarts de finale du tableau masculin : qualification de Rafael Nadal et Roger Federer en demi-finale;
  - quarts de finale du tableau féminin : qualification de Mary Pierce, Elena Likhovtseva, Justine Henin-Hardenne et Nadia Petrova en demi-finale.